# Gołogóra (Polanów)
Gołogóra (deutsch Breitenberg, Kreis Schlawe/Pommern) ist ein Dorf in der polnischen Woiwodschaft Westpommern. Es gehört zur Stadt- und Landgemeinde Polanów (Pollnow) im Kreis Koszalin (Köslin).

## Geographische Lage
Gołogóra liegt 16 Kilometer südlich von Polanów und 14 Kilometer nördlich von Bobolice (Bublitz) und ist über eine Stichstraße erreichbar, die nahe Drzewiany (Drawehn) von der Woiwodschaftsstraße DW 205 in östlicher Richtung abzweigt. Zwischen 1920 und 1945 war der Ort Endstation der Kleinbahn Schlawe–Pollnow–Sydow der Schlawer Bahnen, die durch Streckenausbau den Ort an ihr Bahnnetz anschlossen.
Nachbarorte von Gołogóra sind: Drzewiany (Drawehn) im Westen, Żydowo (Sydow) im Norden, Bobięcino (Papenzin) im Osten und Sępolno Wielkie (Groß Karzenburg) im Süden. Die östliche Gemeindegrenze ist heute zugleich die Trennungslinie zwischen den beiden Woiwodschaften Westpommern und Pommern.

## Geschichte
Bis 1945 war Breitenberg (auch Bredenberg) das südlichste und höchstgelegene (200 Meter) Dorf des Landkreises Schlawe in Pommern und stieß an die Kreisgrenzen der Landkreise Köslin und Rummelsburg. Die Ortschaften Arnsberg (heute polnisch: Gosław), Johannishof (im Volksmund Eulenkathen, heute Dalimierz) und Kleine Hütte (Zarczyce) gehörten zur Gemeinde, die – wie vorgeschichtliche Funde belegen – auf sehr altem Siedlungsgrund lag. Der Ort gehörte zu den Dörfern, die der Swenzone Peter von Pollnow am 30. April 1321 dem Zisterzienserkloster Pelplin in Westpreußen geschenkt hatte. Dieses trat diese Schenkung an das Kloster Buckow bei Rügenwalde ab.
Nach der Reformation wurde Breitenberg ein Lehen der Familie von Woedtke. 1852 wurde das Gut A an Georg Staats verkauft, lediglich das Gut B blieb bei der Familie von Woedtke. Während das Gut A um 1904 aufgesiedelt wurde, wurde das Gut B 1919 an Georg Junge verkauft und 1930 teilweise aufgesiedelt. Ein Großfeuer hatte verheerende Wirkung, lediglich ein Resthof geht in den Besitz einer Familie Ott über.
1818 lebten in Breitenberg 177 Einwohner, deren Zahl 1905 auf 244 anstieg und im Jahre 1939 schließlich 333 betrug. In Breitenberg bestand vor 1945 eine zweiklassige Volksschule mit zwei Lehrerwohnungen.
Bis 1945 war Breitenberg dem Amtsbezirk und Standesamtsbezirk Sydow zugeordnet, gleichzeitig dem Amtsgerichtsbereich Pollnow. Das Dorf lag im Landkreis Schlawe i. Pom. im Regierungsbezirk Köslin der preußischen Provinz Pommern.
Am 28. Februar besetzten sowjetische Panzertruppen bei ihrem Vorstoß von Karzenburg über Drawehn nach Sydow den Ort. Bereits im Sommer 1945 übernahmen Polen die Höfe, und die deutsche Bevölkerung wurde vertrieben. Breitenberg erhielt den Namen Gołogóra und wurde in die Woiwodschaft Koszalin integriert. Heute wohnen hier 120 Menschen und das Dorf ist seit der letzten Verwaltungsreform Teil des Powiat Koszaliński in der Woiwodschaft Westpommern.

## Kirche
Breitenberg hatte bis 1945 keine eigene Kirche. Das Dorf mit überwiegend evangelischer Bevölkerung war der Kirchengemeinde Sydow im gleichnamigen Kirchspiel (1940 mit Filialgemeinde Gutzmin insgesamt 2135 Gemeindeglieder) im Kirchenkreis Bublitz der Kirche der Altpreußischen Union zugeordnet. Letzter deutscher Geistlicher war Pfarrer Peter Bultmann.
Heute gehört die überwiegend katholische Einwohnerschaft von Gołogóra zur Parochie Żydowo, die mit den Filialgemeinden Chocimino und Drzewiany insgesamt 2295 Gemeindeglieder zählt. Sie gehört zum Dekanat Polanów im Bistum Köslin-Kolberg der Katholischen Kirche in Polen. In Gołogóra gibt es heute eine Kapelle, die der Barmherzigkeit Gottes (Miłosierdzia Bożego) geweiht ist.
Die evangelischen Einwohner von Gołogóra werden vom Pfarramt Koszalin in der Diözese Pommern-Großpolen der Evangelisch-Augsburgischen Kirche in Polen betreut.